# 婆羅洲猩猩
婆羅洲猩猩是原生于婆羅洲的红猩猩。牠们与体型较小的蘇門達臘猩猩是亞洲仅有的两种類人猿。像其他大猿一样，猩猩非常聰明，野生猩猩会使用工具和并拥有獨特的文化。猩猩與人类拥有97％的共同DNA。
野生婆羅洲猩猩的壽命可以達35－40歲；飼養的可以活到60歲。

## 分類
在地理上孤立的婆羅洲猩猩与蘇門達臘猩猩沒有基因交流的證據，研究分析显示婆羅洲猩猩及蘇門達臘猩猩約於150-170萬年前分化，當時正值婆羅洲及蘇門達臘的分裂。這兩個物種彼此較為疏遠，比黑猩猩及倭黑猩猩更甚。這兩個物種以往都被認為只是亞種，直至將牠們的線粒體DNA序列出來才升級為物種。
婆羅洲猩猩共有三個亞種：
- 西北婆羅洲猩猩（P. p. pygmaeus）生活於馬來西亞砂拉越及印尼加里曼丹西北。
- 中央婆羅洲猩猩（P. p. wurmbii）生活於加里曼丹西南及中部。
- 東北婆羅洲猩猩（P. p. morio）生活於加里曼丹東部及沙巴。

## 生理特征
婆羅洲猩猩是续两种大猩猩之後第三重的靈長類，也是現存最大的樹棲動物。一項针对野生猩猩的研究發現，雄性體重範圍從50-100公斤（110-220磅），平均75公斤（165磅），高1.2-1.4米（3.9-4.6英尺），雌性體重範圍约30-50公斤（66-110磅），平均38.5公斤（85磅），高1-1.2米（3.3-3.94英尺）。
婆羅洲猩猩具有獨特的身體形狀，手臂非常長，最長可達1.5米。牠的皮膚灰白，毛髮紅色粗糙蓬鬆。雄性有被稱為凸緣的肥大的臉頰墊以及下垂的喉囊。

## 生態
婆羅洲猩猩生活在婆羅洲低地及海拔1500米高山的熱帶雨林和泥炭沼澤森林中。牠們棲息在樹上，並會隨食物而去到很遠的地方。牠們主要吃生果(主要是野生無花果、榴槤)、種子、樹葉、含豐富礦物質的土壤及鳥蛋。牠們亦會吃昆蟲，但是只屬小數。在極少數情況下，猩猩會捕食其他較小的靈長類動物，例如懶猴。
婆羅洲猩猩較蘇門達臘猩猩花更多時間在地面上活動，因為牠們不用逃避蘇門答臘虎等巨大掠食者。
牠們每晚睡前也要築巢，年輕的猩猩通過觀察母親的築巢行為來學習。這項技能是由幼年猩猩學習得來的。巢穴可能很精緻，包括通過將葉子和樹枝交織在一起並添加折斷的多葉樹枝製成的地基和床墊。還可以添加遮陽、防水屋頂、“枕頭”和“毯子”等其他功能，所有這些都由樹枝、樹枝和樹葉製成。每晚也重新築巢。

## 行為及生殖

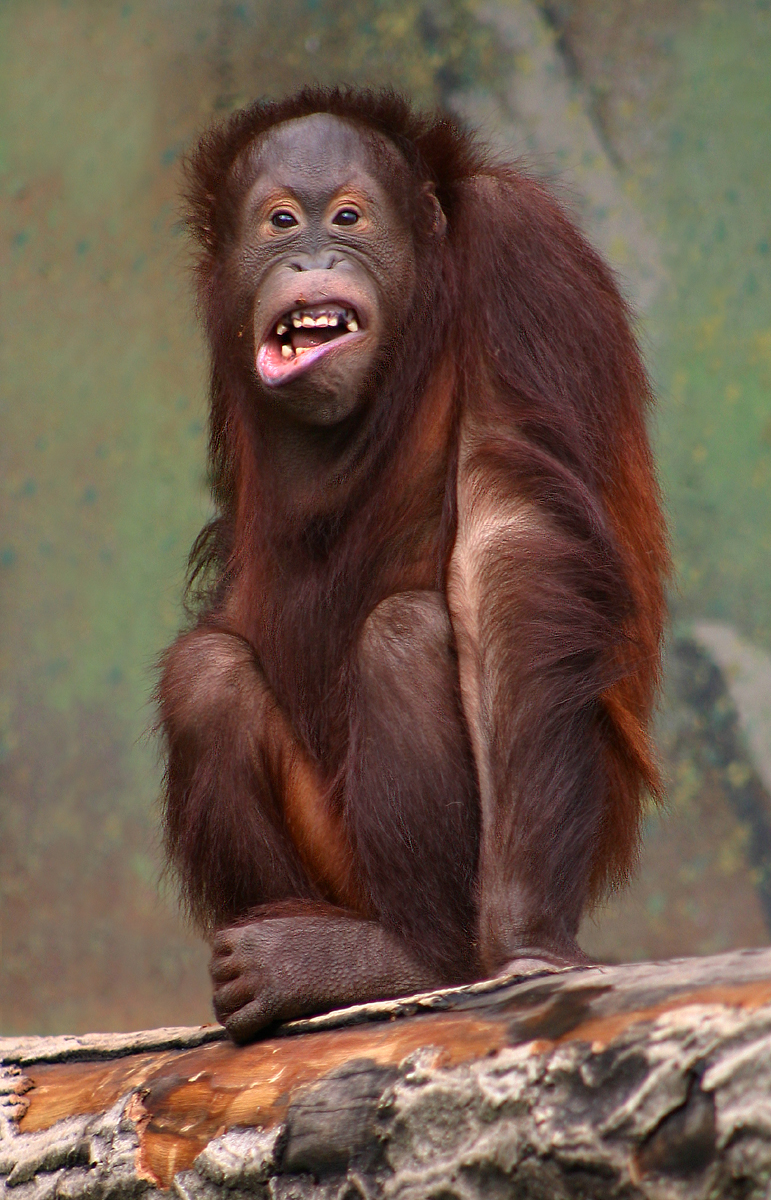
在丹麥的幼猩猩。

婆羅洲猩猩比較喜歡獨自生活。同地域的兩至三頭婆羅洲猩猩可能會一同生活一段短時間。雄性及雌性一般只會在交配時走在一起，強暴亦很普遍。雄性亞成體會嘗試與任何雌性交配，但成年雌性有能力避開牠們。成年雌性較喜歡與成年雄性交配。
新生的婆羅洲猩猩每3-4小時就須餵哺，約於4個月大就可以從母親嘴唇吃軟食物。猩猩嬰兒首年會用手指鈎在母親下腹的毛皮。直至8-9歲前牠們都是與母親一起，相較其他猿牠們童年更長。猩猩的出生率一直在下降，主要是由於棲息地喪失導致缺乏足夠的營養。
婆羅洲猩猩也會製作各種工具:在排便後用樹葉清潔屁股，用葉子盛放榴槤，每晚睡前用樹枝製造巢和用被束縛成“傘”的一束多葉樹枝在雨中旅行，用樹枝作為抓背器。

## 保育狀況
婆羅洲猩猩的数量較蘇門達臘猩猩为多，現存約有45,000頭。由于森林砍伐、棕櫚油種植園和狩獵，使其生存面临嚴重威脅。幼猩猩亦會被捕捉為寵物，而其母親往往會被殺。 紅毛猩猩已屬極度瀕危 － 根據國際自然保護聯盟 (IUCN) 的紅色名錄，即已達瀕危的最高級別，表示牠們已處於滅絕邊緣。

## 外部連結

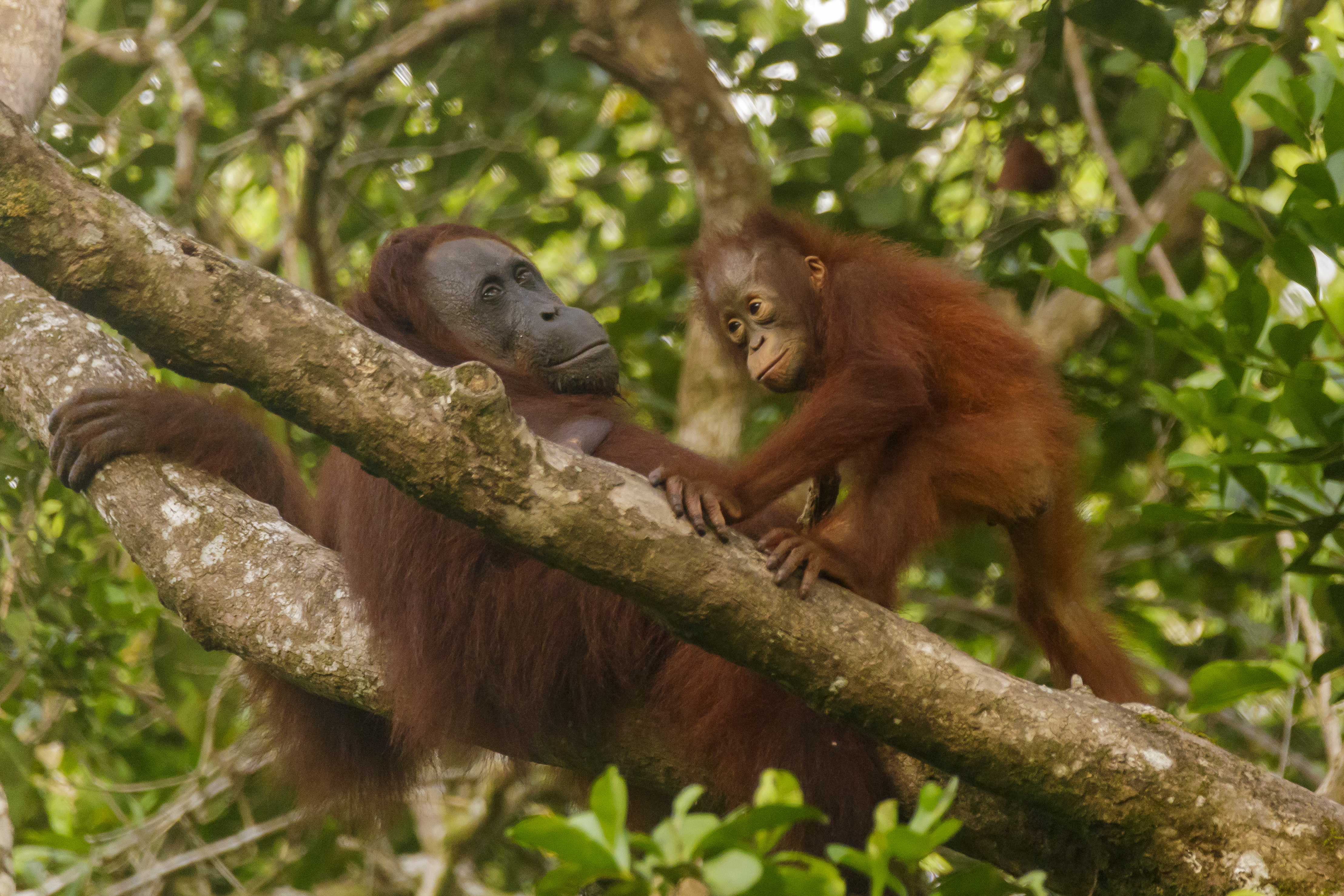
婆羅洲猩猩

- Animal Diversity Web - Pongo pygmaeus（页面存档备份，存于）
- The Borneo Orangutan Survival Foundation (BOS) （页面存档备份，存于）
- ARKive - images and movies of the Bornean Orangutan (Pongo pygmaeus)